# Подтяжка лица

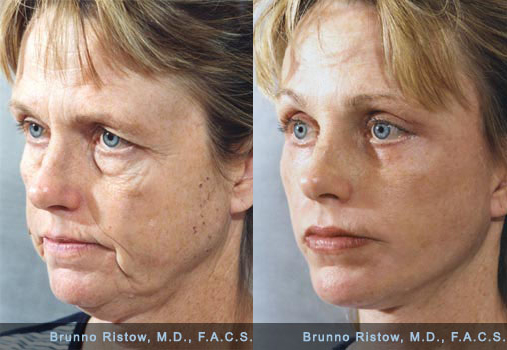
Подтяжка лица

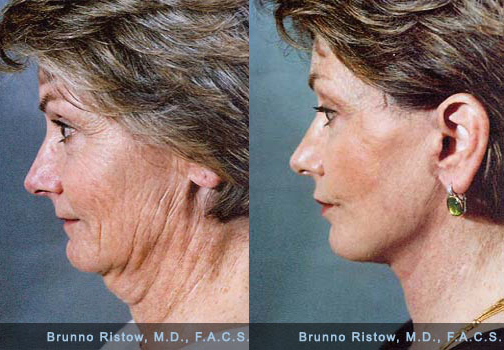
Подтяжка лица

Подтяжка лица, фейсли́фтинг (face lifting) — пластическая операция, направленная на устранение морщин, обвисания кожи, носогубных складок и других признаков старения при помощи удаления избыточного количества жировой клетчатки, подтягивания подлежащих мышц и перераспределения кожи лица и шеи с иссечением её избытка. Лучше всего подтяжку лица делать в возрасте 40-60 лет, когда лицо и шея только начали подвергаться процессу старения, но в целом ещё сохранилась эластичность, а костные структуры лица не подверглись грубым возрастным изменениям. При необходимости операцию можно повторить через 7-10 лет. После проведенных манипуляций расправляются морщины (в большей степени в щечной области и в области шеи), восстанавливается контур линии нижней челюсти и подбородочно-шейного угла, а также утраченный овал лица.
Описание методики поднадкостничной подтяжки кожи лба и средней трети лица появилось в 1970 году, а в 1982 году был научно обоснован метод резекции и фиксации SMAS (подкожной мышечно-апоневротической системы).

## Показания
Показанием к фейслифтингу служит наличие птоза или опущения мягких тканей лица под воздействием силы собственной тяжести вследствие снижения их тонуса, потери эластичности и сократимости. Проявления птоза в разных зонах лица:

##### В области лба и височной зоне
- низкие брови и нависание верхних век — «угрюмый» взгляд
- образование горизонтальной складки или морщины в области переносицы
- опущение наружных уголков глаз и бровей

##### Опущение мягких тканей в области средней трети лица
- образование глубоких носогубных складок и вертикальных складок или морщин на щеках
- вследствие перерастяжения кожи нижних век образование «мешков» под глазами
- деформация нижнего контура овала лица за счет провисания кожи щек с образованием так называемых «брылей» или «бульдожьих щечек»

##### Птоз мягких тканей на уровне подбородка и шеи
- формирование двойного подбородка с избытком жировой ткани или без неё
- обвисание тканей с образованием кожной складки в виде мешка, сглаженный и нечеткий подбородочно-шейный угол
- кожа шеи дряблая, атоничная с тенденцией к формированию складок, отмечается некоторая «избыточность» кожи на шее.

Отдельными проявлениями птоза мягких тканей лица являются следующие изменения:
- опущение мягких тканей век
- провисание кожи лба и бровей
- опускание наружных уголков глаз
- вертикальные морщины на щеках
- глубокие носогубные складки
- «двойной подбородок»
- птоз мягких тканей щек

## Противопоказания
Противопоказаниями к данной операции являются:
- инфекционные заболевания
- онкологические заболевания
- нарушения свёртываемости крови

## Анестезия
Подтяжка — сложная и продолжительная операция, длительность которой зависит от используемой хирургической техники и масштабов задач, стоящих перед врачом. Проведение поверхностных и классических круговых подтяжек в среднем занимает 1.5 — 2 часа; глубокий лифтинг может продолжаться до 3-4 часов. В таких случаях прибегают к общей анестезии (ингаляционному наркозу). Подтяжка отдельных зон лица может осуществляться под местным обезболиванием.

## Подготовка к операции
Предоперационная подготовка включает сдачу анализов, обследования и осмотр специалистами.

###### Список анализов
1. Группа крови и резус-фактор
2. Общий анализ крови
3. Анализ крови на свертываемость (коагулограмма)
4. Анализ крови на сахар
5. RW, ВИЧ, наличие антигенов к вирусам гепатита B и C
6. Общий анализ мочи
7. Биохимический анализ крови:

- Общий белок
- Билирубин, АлТ, АсТ
- Электролиты
- Мочевина
- Креатинин

###### Обследования
- Электрокардиограмма
- Обзорная рентгенограмма органов грудной клетки (или флюорограмма)

###### Осмотр специалистами
- Терапевтом
- Анестезиологом

По результатам осмотра при необходимости пациенту могут быть назначены дополнительные обследования

## Виды фейслифтинга (подтяжки лица)

#### В зависимости от глубины лифтинга
- Поверхностную или классическую круговую подтяжку
- SMAS-лифтинг и мини-фейслифтинг
- Глубокий лифтинг
- При сочетанном применении разных методик подтяжку называют комбинированной

#### В зависимости от зоны
- Подтяжка верхней трети лица — лобная и височная зоны — или фронтлифтинг
- Подтяжка средней трети лица или чек-лифтинг
- Подтяжка нижней трети лица, подбородка и шеи — S-лифтинг
- Сочетание этих методик

#### По технике выполнения
- Открытые методы: когда выполняется классический кожный разрез и через него проводятся все последующие этапы операции
- Эндоскопический способ: когда доступ ограничивается короткими кожными разрезами или проколами, и уже через них, с помощью эндоскопа выполняются все дальнейшие манипуляции

Объём операции, глубина подтяжки, каким методом она будет выполняться и в какой зоне — определяется очень многими факторами: возрастом пациента и состоянием тканей, анатомическими особенностями, общим состоянием здоровья, пожеланиями пациента, и, даже стоимостью операции. Решение принимается индивидуально, совместно пластическим хирургом и пациентом, после тщательного анализа ситуации.

## Послеоперационный период и реабилитация
Длительность любого этапа послеоперационного периода, а именно: стационарного лечения, снятия швов, восстановления работоспособности, полной реабилитации, зависят в первую очередь от объёма, глубины и травматичности оперативного вмешательства, а также от индивидуальных особенностей пациента (сюда относятся и возраст, и способность тканей к регенерации и другие). Усредненные интервалы выглядят следующим образом:
- Нахождение в стационаре: от 1 до 5 суток
- Снятие швов: от 4 до 12 дней после операции
- Обезболивание и прием антибиотиков: от 1 до 7 дней
- Компрессионная повязка и компрессионная маска от 1 дня до двух недель
- Спадание отеков и рассасывание гематом: от 2 до 4 недель
- Восстановление трудоспособности: от 3 до 20 дней
- Нанесение макияжа и мытье головы: через 3 — 10 дней
- Ограничения по физическим нагрузкам, посещению саун и солярия: 2 — 3 месяца
- Полная реабилитация, включая исчезновение ярких рубцов, которые становятся совершенно малозаметными: от 2 недель до 6 месяцев

Приведенные интервалы могут значительно варьировать, более определённо сроки восстановления рассматриваются по каждой операции и конкретному пациенту.